# ゲオルギ・ディンコフ
ゲオルギ・イヴァノフ・ディンコフ（Georgi Ivanov Dinkov (ブルガリア語: Георги Динков、1991年5月20日 - ）は、ブルガリア・ガブロヴォ出身のプロサッカー選手。ベロエ・スタラ・ザゴラ所属。ポジションは、ディフェンダー（センターバック）。

## タイトル

### クラブ
ベロエ
- ブルガリア・カップ (1): 2012–13
- ブルガリア・スーパーカップ (1): 2013